# Kneževac (gmina Sjenica)
Kneževac (cyr. Кнежевац) – wieś w Serbii, w okręgu zlatiborskim, w gminie Sjenica. W 2011 roku liczyła 93 mieszkańców.